# Tom Werneck
Tom Werneck (Garmisch-Partenkirchen, 1939) és un periodista alemany, expert i autor de jocs, director del Bayerisches Spiele-Archiv Haar i un dels creadors del premi Spiel des Jahres, el més important del món dels jocs de taula.

## Biografia
Werneck va estudiar dret i va viatjar per diversos llocs d'Àfrica, Japó i els Estats Units durant els seus estudis. Després de constituir i dirigir un institut de formació, es va traslladar a la indústria electrònica, on va ocupar càrrecs executius en educació, vendes, recursos humans i relacions públiques.
Es va especialitzar en el periodisme de jocs de taula i fou un dels primers redactors que es dedicà a escriure ressenyes de jocs de taula als mitjans de comunicació. En aquest camp ha escrit més de 5.000 treballs per a diaris, revistes i programes radiofònics, a més d'escriure al voltant de 40 llibres. Juntament amb altres periodistes i experts en jocs, l'any 1978 creà el premi Spiel des Jahres («joc de l'any» en alemany) per premiar l'excel·lència en la creació i disseny de jocs i per fomentar jocs de qualitat dins del mercat alemany; en els anys següents es va anar consolidant com un dels premis més prestigiosos dins el món dels jocs i actualment n'és una referència imprescindible. Werneck també ha creat alguns jocs ell mateix.
Actualment viu a Haar (a prop de Múnic) i treballa com a periodista, formador de gestió i consultor en comunicacions. A més a més, dirigeix el gran arxiu de jocs Bayerisches Spiele-Archiv Haar, que recopila i documenta jocs de taula i literatura de jocs i on hi ha 20.000 jocs i una biblioteca especialitzada de més de 2.000 llibres. El 2015 li fou concedit el premi especial Dau Barcelona a una vida dedicada al món dels jocs.